# Michael Madhusudan Datta
Michael Madhusudan Datta (även, Michael Madhusudan Dutt) född 25 januari 1824 i Sagardari, död 29 juni 1873 i Calcutta, var en indisk författare.
Vid 19 års ålder konverterade Michael till kristendomen varefter hans familj vände honom ryggen. Han levde med ständiga ekonomiska problem samt hade återkommande psykiska kriser.